# C4H7N3O3
化学式C4H7N3O3（摩尔质量：145.12 g/mol）可能指：
- 奎可拉明，CAS号：68373-11-5
- Cytosine glycol，CAS号：13484-98-5

|  | 这个同类索引页列出了具有相同分子式的化学物（即同分異構體）条目。 除非您是有意链接至本页，否则应将相应条目的内部链接指向正确的条目。 |